# Stanisław Szczuka

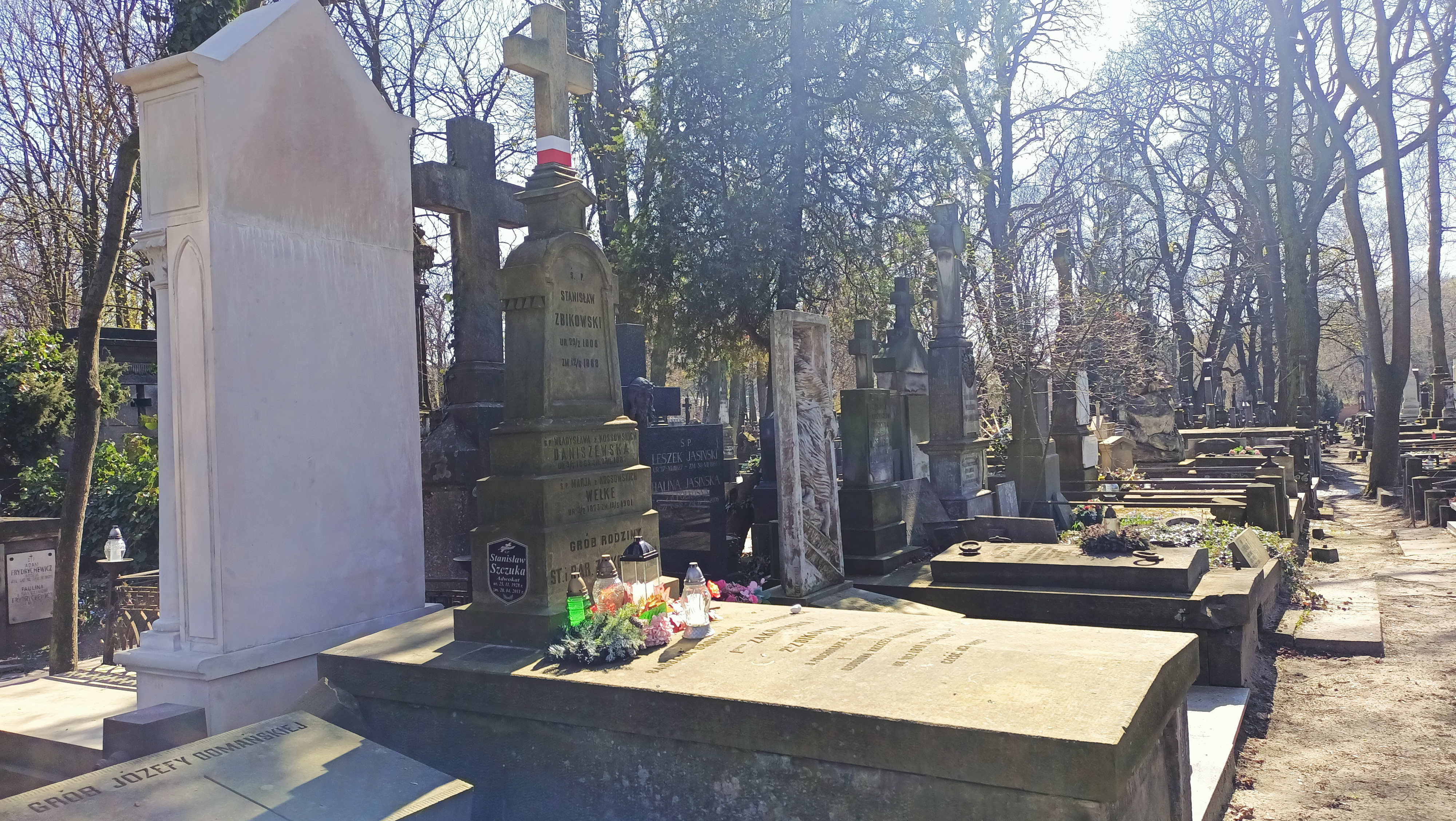
Grób Stanisława Szczuki na cmentarzu Powązkowskim w Warszawi

Stanisław Szczuka (ur. 25 listopada 1928 w Warszawie, zm. 20 kwietnia 2011) – polski adwokat, obrońca w procesach politycznych okresu PRL-u. Współpracownik biura interwencyjnego KOR.

## Życiorys
W 1948 ukończył Państwowe Gimnazjum i Liceum im. Stefana Batorego w Warszawie. W 1952 ukończył studia prawnicze na Wydziale Prawa Uniwersytetu Warszawskiego. W latach 1951–1955 aplikant adwokacki, od 1955 adwokat, w latach 1955–1993 członek zespołu adwokackiego nr 25 w Warszawie, następnie prowadził indywidualną kancelarię.
W roku 1956 prowadził sprawę rehabilitacji członków kierownictwa polskiego państwa podziemnego skazanych w procesach stalinowskich. Był obrońcą lub pełnomocnikiem pokrzywdzonych w wielu procesach politycznych w czasach PRL, m.in.
- studentów UW i ASP zatrzymanych po wydarzeniach marcowych 1968 r.
- Jakuba Karpińskiego w procesie taterników
- osób oskarżonych o zakłócanie spokoju społecznego w grudniu 1970 r. w Warszawie
- Jana Kapuścińskiego i Stefana Niesiołowskiego w procesie organizacji „Ruch” (w konsekwencji śmiałej obrony został na 3 miesiące zawieszony w prawie wykonywania zawodu) (1971)
- Wojciecha Ziembińskiego sądzonego w związku z akcją wywieszania klepsydr na 11 listopada i w wielu innych procesach
- Władysława Siły-Nowickiego w procesie związanym z jego działalnością adwokacką
- w procesach radomskich w 1976 r.
- w licznych procesach o nadużycia funkcjonariuszy MO
- w procesach dziennikarzy biuletynów „Solidarności” w Puławach po 13 grudnia 1981 r.
- Ireny Rasińskiej i Zbigniewa Pietrzaka w procesie Radia Solidarność w Warszawie w 1983 r.
- w procesie Międzyzakładowego Robotniczego Komitetu „Solidarność” w 1983 r.
- w procesie Rolanda Kruka z Ruchu „Wolności i Pokój” w 1987 r.

Był, wraz z Janem Olszewskim, Antonim Pajdakiem i Wojciechem Ziembińskim, współautorem i sygnatariuszem Listu 14, w którym polscy prawnicy i naukowcy protestowali przeciwko drastycznym represjom stosowanym wobec uczestników wydarzeń czerwca 1976, a także przeciwko umieszczeniu w Konstytucji PRL przepisu o nienaruszalności sojuszu z ZSRR. Współpracował z Biurem Interwencyjnym Komitetu Obrony Robotników.
Po 1989 był, niespodziewanie dla opinii publicznej, obrońcą jednego z milicjantów oskarżonych o śmiertelne pobicie Grzegorza Przemyka. W 1993 roku bez powodzenia kandydował do Sejmu z ostrołęckiej listy Porozumienia Centrum, a w wyborach w 1997 roku do Senatu z rekomendacji Unii Prawicy Rzeczypospolitej. Odznaczony Krzyżem Komandorskim Orderu Odrodzenia Polski (2006).
Ojciec Kazimiery Szczuki – dziennikarki i krytyczki literackiej, zięć Władysława Winawera. Pochowany na Starych Powązkach (kw. 29-2-17)